# Eupithecia biornata
Eupithecia biornata là một loài bướm đêm trong họ Geometridae.